# 2010–2011-es máltai labdarúgó-bajnokság (első osztály)
A 2010–2011-es BOV Premier League a máltai labdarúgó-bajnokság legmagasabb szintű versenyének 96. alkalommal megrendezett bajnoki éve volt. A pontvadászat 10 csapat részvételével 2010. szeptember 11-én kezdődött és 2011. május 7-én ért véget.
A bajnokságot a fővárosi Valletta FC nyerte az ezüstérmes Floriana FC és a bronzérmes címvédő, a Birkirkara FC együttese előtt. Ez volt a klub 20. máltai bajnoki címe. Az élvonaltól a Vittoriosa Stars búcsúzott, míg az első osztály létszámának 10-ről 12-re emelése miatt három feljutó volt: Balzan Youths, a Mqabba FC, és a Mosta FC.
A gólkirályi címet a Marsaxlokk FC nigériai csatára, Alfred Effiong nyerte el 17 találattal, míg az Év Játékosá-nak járó díjat a bajnokcsapat 29 esztendős irányítójának, Roderick Briffának adták át.

## A bajnokság rendszere
A pontvadászat 10 csapat részvételével zajlott és két fő részből állt: egy alapszakaszból és egy helyosztó rájátszásból. Az alapszakasz során a csapatok körmérkőzéses rendszerben mérkőztek meg egymással, minden csapat minden csapattal kétszer játszott.
Az alapszakasz végső sorrendjét a 18 forduló mérkőzéseinek eredményei határozták meg a szerzett összpontszám alapján kialakított rangsor szerint. A mérkőzések győztes csapatai 3 pontot, döntetlen esetén mindkét csapat 1-1 pontot kapott. Vereség esetén nem járt pont. Az alapszakasz első helyezett csapata a legtöbb összpontszámot szerzett egyesület, míg az utolsó helyezett csapat a legkevesebb összpontszámot szerzett egyesület volt.
Azonos összpontszám esetén a bajnoki sorrendet az alábbi szempontok alapján határozták meg:
1. a bajnoki mérkőzések gólkülönbsége
2. a bajnoki mérkőzéseken szerzett gólok száma

Az alapszakasz sorrendjének megfelelően a mezőnyt két részre bontották. Az 1–6. helyezettek kerültek a bajnoki címért folyó felsőházi, a 7–10. helyezettek pedig az élvonalbeli tagság megőrzéséről döntő alsóházi rájátszásba. A csapatok a helyosztó csoportokba minden alapszakaszbeli eredményüket magukkal vitték, azonban szerzett pontszámaikat megfelezték. 
A helyosztó csoportokban során újfent körmérkőzéses, oda-visszavágós rendszerben mérkőztek meg a csapatok egymással. A bajnokság végső sorrendjét az alapszakaszbeli szempontok szerint határozták meg.
A felsőházi rájátszás győztese lett a 2010–11-es máltai bajnok, kiírás szerint pedig az alsóházi rájátszás utolsó két helyezett csapata esett volna ki a másodosztályba.
2011. január 13-án a Máltai labdarúgó-szövetség bejelentette, hogy 10-ről 12 csapatosra bővíti az élvonal létszámát, így csak az alsóházi rájátszás utolsó helyezettje esik ki a másodosztályba.

## Változások a 2009–10-es bajnoki évet követően
Kiesett az élvonalból
- Dingli Swallows, 9. helyen
- Msida Saint-Joseph, 10. helyen

Feljutott az élvonalba
- Marsaxlokk FC, a másodosztály bajnokaként
- Vittoriosa Stars, a másodosztály ezüstérmeseként

## Részt vevő csapatok
| Csapat           | Székhely   | 2009–10     |
| ---------------- | ---------- | ----------- |
| Birkirkara FC    | Birkirkara | 1.          |
| Floriana FC      | Floriana   | 7.          |
| Ħamrun Spartans  | Ħamrun     | 8.          |
| Hibernians       | Paola      | 6.          |
| Marsaxlokk FC    | Marsaxlokk | 1. (II. o.) |
| Qormi FC         | Qormi      | 3.          |
| Sliema Wanderers | Sliema     | 4.          |
| Tarxien Rainbows | Tarxien    | 5.          |
| Valletta FC      | Valletta   | 2.          |
| Vittoriosa Stars | Birgu      | 2. (II. o.) |

Megjegyzés: Mivel a legtöbb élvonalbeli klubnak nincs saját labdarúgó-stadionja, a mérkőzések számottevő részét a Ta' Qaliban található nemzeti stadionban játsszák, így a pályaválasztói jog csak formális szerepet tölt be.

## Alapszakasz

### Végeredménye
| #   | Csapat            | M  | GY | D | V  | G+ – G– | GK  | P  | Megjegyzések        |
| --- | ----------------- | -- | -- | - | -- | ------- | --- | -- | ------------------- |
| 1.  | Valletta FCK      | 18 | 13 | 5 | 0  | 42–11   | +31 | 44 | Felsőházi rájátszás |
| 2.  | Tarxien Rainbows  | 18 | 8  | 5 | 5  | 25–22   | +3  | 29 | Felsőházi rájátszás |
| 3.  | Floriana FC       | 18 | 8  | 3 | 7  | 25–20   | +5  | 27 | Felsőházi rájátszás |
| 4.  | Birkirkara FCCV   | 18 | 7  | 6 | 5  | 25–25   | 0   | 27 | Felsőházi rájátszás |
| 5.  | Marsaxlokk FCÚ    | 18 | 5  | 9 | 4  | 25–25   | 0   | 24 | Felsőházi rájátszás |
| 6.  | Ħamrun Spartans   | 18 | 7  | 2 | 9  | 31–36   | −5  | 23 | Felsőházi rájátszás |
| 7.  | Sliema Wanderers  | 18 | 5  | 7 | 6  | 22–26   | −4  | 22 | Alsóházi rájátszás  |
| 8.  | Qormi FC          | 18 | 5  | 6 | 7  | 22–26   | −4  | 21 | Alsóházi rájátszás  |
| 9.  | Hibernians        | 18 | 3  | 6 | 9  | 23–33   | −10 | 15 | Alsóházi rájátszás  |
| 10. | Vittoriosa StarsÚ | 18 | 2  | 5 | 11 | 20–36   | −16 | 11 | Alsóházi rájátszás  |

Forrás: maltafootball (angolul) 
A rangsorolás alapszabályai: 1. összpontszám, 2. egymás elleni eredmények összpontszáma, 3. gólkülönbség, 4. szerzett gólok száma.
(B): Bajnokcsapat, (K): Kieső csapat, (F): Feljutó csapat, (I): Kupainduló, (R): A rájátszás győztese, (KGY): Kupagyőztes

### Eredményei
| Hazai \ Vendég1  | BIR | FLO | ĦAM | HIB | MAR | QOR | SLI | TAR | VAL | VIT |
| Birkirkara FC    |     | 0–2 | 2–0 | 3–1 | 2–5 | 1–4 | 2–2 | 0–0 | 2–2 | 1–1 |
| Floriana FC      | 0–1 |     | 3–1 | 1–3 | 0–1 | 4–3 | 0–1 | 0–2 | 0–2 | 0–0 |
| Ħamrun Spartans  | 1–1 | 1–2 |     | 2–4 | 2–3 | 2–1 | 3–2 | 3–1 | 0–2 | 2–0 |
| Hibernians       | 1–2 | 1–1 | 3–4 |     | 2–2 | 0–0 | 0–0 | 3–1 | 2–2 | 1–2 |
| Marsaxlokk FC    | 2–0 | 0–3 | 2–1 | 2–2 |     | 0–1 | 0–0 | 2–4 | 0–2 | 2–2 |
| Qormi FC         | 0–2 | 0–1 | 1–3 | 1–0 | 2–2 |     | 0–0 | 2–1 | 0–4 | 2–2 |
| Sliema Wanderers | 1–4 | 0–1 | 3–1 | 4–0 | 1–1 | 0–0 |     | 1–1 | 1–4 | 4–3 |
| Tarxien Rainbows | 0–0 | 3–1 | 3–1 | 2–0 | 0–0 | 1–1 | 2–1 |     | 0–2 | 1–0 |
| Valletta FC      | 3–1 | 0–0 | 1–1 | 2–0 | 0–0 | 1–0 | 4–0 | 5–2 |     | 3–0 |
| Vittoriosa Stars | 0–1 | 1–6 | 2–3 | 2–0 | 1–1 | 2–4 | 0–1 | 0–1 | 2–3 |     |

Forrás: maltafootball (angolul) 
1A hazai csapatok a bal oldali oszlopban szerepelnek.
Színek: Zöld = hazai győzelem; Sárga = döntetlen; Piros = vendéggyőzelem.
 

## Helyosztó rájátszások

### Felsőházi rájátszás

#### Végeredménye
| #  | Csapat            | M  | GY | D  | V  | G+ – G– | GK  | P                                                       | Megjegyzések                                   |
| -- | ----------------- | -- | -- | -- | -- | ------- | --- | ------------------------------------------------------- | ---------------------------------------------- |
| 1. | Valletta FCK (B)  | 28 | 18 | 10 | 0  | 59–17   | +42 | 42                                                      | 2011–2012-es Bajnokok Ligája – 1. selejtezőkör |
| 2. | Floriana FC (KGY) | 28 | 14 | 5  | 9  | 46–32   | +14 | 34                                                      | 2011–2012-es Európa-liga – 2. selejtezőkör1    |
| 3. | Birkirkara FCCV   | 28 | 11 | 9  | 8  | 42–40   | +2  | 29                                                      | 2011–2012-es Európa-liga – 1. selejtezőkör     |
| 4. | Marsaxlokk FCÚ    | 28 | 9  | 11 | 8  | 45–43   | +2  | 26 \| rowspan="3" style="background-color: #fafafa;" \| |                                                |
| 5. | Tarxien Rainbows  | 28 | 10 | 7  | 11 | 41–45   | −4  | 23                                                      |                                                |
| 6. | Ħamrun Spartans   | 28 | 7  | 6  | 15 | 44–66   | −22 | 16                                                      |                                                |

Forrás: maltafootball (angolul) 
A rangsorolás alapszabályai: 1. összpontszám, 2. egymás elleni eredmények összpontszáma, 3. gólkülönbség, 4. szerzett gólok száma.
1A Floriana FC nyerte a 2010–2011-es máltai kupát, ezért a 2011–2012-es Európa-liga 2. selejtezőkörében indult.
(B): Bajnokcsapat, (K): Kieső csapat, (F): Feljutó csapat, (I): Kupainduló, (R): A rájátszás győztese, (KGY): Kupagyőztes

#### Eredményei
| Hazai \ Vendég1  | BIR | FLO | ĦAM | MAR | TAR | VAL |
| Birkirkara FC    |     | 1–5 | 2–2 | 2–0 | 3–0 | 0–1 |
| Floriana FC      | 3–0 |     | 2–0 | 1–1 | 5–1 | 1–1 |
| Ħamrun Spartans  | 1–1 | 0–2 |     | 2–4 | 1–4 | 1–1 |
| Marsaxlokk FC    | 1–4 | 4–0 | 6–3 |     | 2–4 | 0–1 |
| Tarxien Rainbows | 1–3 | 1–2 | 3–3 | 0–1 |     | 0–1 |
| Valletta FC      | 1–1 | 3–0 | 5–0 | 1–1 | 2–2 |     |

Forrás: maltafootball (angolul) 
1A hazai csapatok a bal oldali oszlopban szerepelnek.
Színek: Zöld = hazai győzelem; Sárga = döntetlen; Piros = vendéggyőzelem.
 

### Alsóházi rájátszás

#### Végeredménye
| #   | Csapat                | M  | GY | D | V  | G+ – G– | GK  | P                                    | Megjegyzések       |
| --- | --------------------- | -- | -- | - | -- | ------- | --- | ------------------------------------ | ------------------ |
| 7.  | Sliema Wanderers      | 24 | 10 | 7 | 7  | 37–31   | +6  | 26 \|rowspan="3" bgcolor="#FAFAFA"\| |                    |
| 8.  | Qormi FC              | 24 | 7  | 7 | 10 | 37–43   | −6  | 18                                   |                    |
| 9.  | Hibernians            | 24 | 6  | 6 | 12 | 34–46   | −12 | 17                                   |                    |
| 10. | Vittoriosa StarsÚ (K) | 24 | 3  | 6 | 15 | 26–48   | −22 | 10                                   | BOV First Division |

Forrás: Máltai Labdarúgó-szövetség (angolul) 
A rangsorolás alapszabályai: 1. összpontszám, 2. egymás elleni eredmények összpontszáma, 3. gólkülönbség, 4. szerzett gólok száma.
(B): Bajnokcsapat, (K): Kieső csapat, (F): Feljutó csapat, (I): Kupainduló, (R): A rájátszás győztese, (KGY): Kupagyőztes

#### Eredményei
| Hazai \ Vendég1  | HIB | QOR | SLI | VIT |
| Hibernians       |     | 4–3 | 2–3 | 2–1 |
| Qormi FC         | 5–2 |     | 0–4 | 2–2 |
| Sliema Wanderers | 0–1 | 4–1 |     | 2–0 |
| Vittoriosa Stars | 1–0 | 1–4 | 1–2 |     |

Forrás: Máltai Labdarúgó-szövetség (angolul) 
1A hazai csapatok a bal oldali oszlopban szerepelnek.
Színek: Zöld = hazai győzelem; Sárga = döntetlen; Piros = vendéggyőzelem.
 

## A góllövőlista élmezőnye
Forrás: maltafootball.com (angolul).
17 gólos
- Alfred Effiong (Marsaxlokk FC)

16 gólos
- Terence Scerri (Valletta FC)

15 gólos
- Gaetan Spiteri (Ħamrun Spartans)

12 gólos
- Daniel Nwoke (Floriana FC)

11 gólos
- Denni (Valletta FC)
- Daniel Bueno (Tarxien Rainbows)

10 gólos
- Serginho (Tarxien Rainbows)
- Jean-Pierre Triganza (Sliema Wanderers)

9 gólos
- Michael Galea (Birkirkara FC)
- Emiliano Lattes (Birkirkara FC)
- Jackson Lima (Sliema Wanderers)
- Ivan Woods (Floriana FC)

## Nemzetközikupa-szereplés

### Eredmények
| Csapat           | Kupa            | Forduló         | Ellenfél        | 1. mérk. | 2. mérk. | Össz. |
| ---------------- | --------------- | --------------- | --------------- | -------- | -------- | ----- |
| Birkirkara FC    | Bajnokok Ligája | 1. selejtezőkör | FC Santa Coloma | 3–0      | 4–3      | 7–3   |
| Birkirkara FC    | Bajnokok Ligája | 2. selejtezőkör | MŠK Žilina      | 1–0      | 0–3      | 1–3   |
| Valletta FC      | Európa-liga     | 2. selejtezőkör | Ruch Chorzów    | 1–1      | 0–0      | 1–1   |
| Sliema Wanderers | Európa-liga     | 1. selejtezőkör | HNK Šibenik     | 0–0      | 0–3      | 0–3   |

Megjegyzés: Az eredmények minden esetben a máltai labdarúgócsapatok szemszögéből értendőek, a dőlttel írt mérkőzéseket pályaválasztóként játszották.

### UEFA-együttható
A nemzeti labdarúgó-bajnokságok UEFA-együtthatóját a málta csapatok Bajnokok Ligája-, és Európa-liga-eredményeiből számítják ki. Málta a 2010–11-es bajnoki évben 1,500 pontot szerzett, ezzel a 36. helyen zárt.
| Csapat           | SGY | SD | SV | GY | D | V | Bónusz | Pont  | Átlag |
| ---------------- | --- | -- | -- | -- | - | - | ------ | ----- | ----- |
| Birkirkara FC    | 3   | 0  | 1  | 0  | 0 | 0 | 0,000  | 3,000 |       |
| Valletta FC      | 0   | 2  | 0  | 0  | 0 | 0 | 0,000  | 1,000 |       |
| Sliema Wanderers | 0   | 1  | 1  | 0  | 0 | 0 | 0,000  | 0,500 |       |
| Összesen         | 3   | 3  | 2  | 0  | 0 | 0 | 0,000  | 4,500 | 1,500 |

## A bajnoki évad magyar labdarúgója
- Szentpéteri Viktor (Sliema Wanderers; 17/0)

Megjegyzés: zárójelben a labdarúgó klubja, bajnoki mérkőzéseinek, illetve góljainak száma olvasható.

## Külső hivatkozások
- Hivatalos oldal (Máltai labdarúgó-szövetség) (angolul)
- Eredmények és tabella az rsssf.com-on (angolul)
- Eredmények és tabella a Soccerwayen (angolul)